# Vaudoy-en-Brie
Vaudoy-en-Brie – miejscowość i gmina we Francji, w regionie Île-de-France, w departamencie Sekwana i Marna.
Według danych na rok 1990 gminę zamieszkiwały 582 osoby, a gęstość zaludnienia wynosiła 22 osób/km² (wśród 1287 gmin regionu Île-de-France Vaudoy-en-Brie plasuje się na 767. miejscu pod względem liczby ludności, natomiast pod względem powierzchni na miejscu 34.).